# Духовні скарби Донеччини
Телефільм «Духовні скарби Донеччини» — реалізований культурологічний та краєзнавчий проект 1995 року Донецького обласного Товариства української мови імені Т. Г. Шевченка.

## Передісторія
ДонТУМ на початках своєї діяльності у Донецькій області у 1991 році створило документально-публіцистичну стрічку «Перша українська школа в Донецьку» (відеостудія «Майстер»‚ Авдіївське ТУМ‚ Олександр Савицький при фінансовій підтримці Українського фонду культури). Стрічка присвячена Донецькій спеціалізованій гуманітарній школі № 65. А в 1995 році донбаські шевченківці взялися за більш значну роботу — фільм «Духовні скарби Донеччини».

## Історія
Ідею цього навчального відеофільму «Духовні скарби Донеччини», який призначається для загальноосвітніх шкіл, спеціальних середніх i вищих навчальних закладів подав к.п.н. В.Оліфіренко. Він же став автором сценарію.
Режисером i продюсером виступив інженер i колишній тележурналіст В'ячеслав Терещенко (УКЦентр). Консультантами — д.ф.н. А.Загнітко, к.i.н. В.Пірко, к.п.н. А.Сойко. Фільм знімався під опікою УКЦентру i Донецького обласного інституту післялипломної освіти (ДонІПО, ректор Е. М. Соф'янц). Це забезпечило професійний рівень, залучення компетентних людей i гарантування належного технічного рівня. Зйомки фільму тривали півроку. Після монтажу в січні 1996 р. відбувся презентаційний перегляд фільму в Донецькому обласному інституті післядипломної освіти.

## Опис
Телефільм «Духовні скарби Донеччини» має три частини:
- 1-а. «Музей просто неба» (35 хв.) — про народний побут Слобожанщини. У формі інтерв'ю з О. I. Шевченком, засновником Музею народного побуту Слобожанщини у селі Прелесному Слов'янського р-ну Донеччини розповідається про подвір'я українського селянина-слобожанина, на якому розташована хата XIX ст., вітряк, кузня, майстерня столярня, клуня i т.д.

- 2-а. «Церковна архітектура Донеччини»(22 хв.) — про найвидатніші пам'ятки церковної архітектури XVII—XX ст. У цій частині фільму на прикладі Миколаївської церкви (XVII ст.), Успенського Монастиря на Святих горах, миколаївської церкви у Артемівську (1797 р.), напівзруйнованої церкви Георгія Побідоносця (1792 р.) с. Олександро-Шульгиного Константинівського р-ну, церкви Чудотворця Миколи (1812 р.) у с. Ясинівка та ін. розкриваються основні риси таких стильових напрямів в архітектурі нашого краю, як українське бароко, лиманська школа, повернення до давньоукраїнського (Київської Руси-України) i візантійського стилів у церковному будівництві.

- 3-я. «Шкільні літературні музеї Донеччини»(40 хв.). У відеофільмі розповідається про музеї відомих українських письменників-донеччан Степана Васильченка в с. Щербинівці м. Дзержинська, Володимира Сосюри в СШ N1 м. Сіверська, Сави Божка в СШ N12 м. Красноармійська та Григорія Бойка в СШN1 м. Докучаєвська.

Фільм частинами демонструвався по Донецькому обласному телебаченню, крім того, тиражувався та розповсюджувався по шкільних i вузівських відеотеках Донеччини, оцифрований для використання в комп'ютерному варіанті. Одну стрічку фільму влітку 1996 р. передано в дар українцям м. Чикаго‚ які частково спонсорували зйомки.